# Léo Taxil
Marie Joseph Gabriel Antoine Jogand Pagès (Marselha, 21 de Março de 1854 – Sceaux, 31 de Março de 1907) também nomeado Léo Taxil, mas usou vários pseudônimos de Paul de Régis, Adolphe Ricoux, Samuel Paul Rosen e Dr. Bataille. Os nomes Léo Taxil e Doutor Charles Hacks, foram na verdade pseudónimos coletivos. Taxil foi um escritor e jornalista francês, conhecido por ter enganado parte das hierarquias eclesiásticas com uma falsa confissão sobre a Maçonaria.

## Biografia
Publicou um jornal, "La Marotte", que é proibido por violar a moral. Ele foi condenado a oito anos de prisão. Conseguiu escapar para a Suíça e regressou mais tarde, aproveitando de uma anistia. Deslocou-se para a imprensa anticlerical, e foi recebido como um maçon com a categoria de aprendiz em 1885 e voltou no ano seguinte, tornando-se um autor antimaçônico.
Taxil inicialmente publicou livros anti-católicos, que pintaram a hierarquia eclesiástica como hedonista e sádica. Em 1885, confessou ter-se convertido ao catolicismo, e foi solenemente recebido na Igreja Católica.
Ele foi um escritor francês, instigador que ao longo da última década do século, escreveu uma série de livros e panfletos que condenava a Maçonaria, nisso que ficou conhecido como o "Jogo de Taxil" na qual participaram o Papa e os bispos da França. Neste episódio, acusou a Maçonaria de satanismo e adoração a um ídolo com a cabeça de um bode, definido como Baphomet.
Ele publicou a confissão de uma certa Diana Vaughan sobre suas experiências em uma seita da maçonaria, o livro que teve algum sucesso em vendas; causou grande polêmica entre o clero católico, tanto que em 1887 Taxil foi recebido em audiência pelo Papa Leão XIII, que acreditou nele, e não no bispo de Charleston, que havia denunciado como falsas as confissões de Taxil.
Diana Vaughan, entretanto nunca apareceu em público e Taxil acabou confessando em 1897 a sua fraude, o que resultou em um escândalo.

## Obras

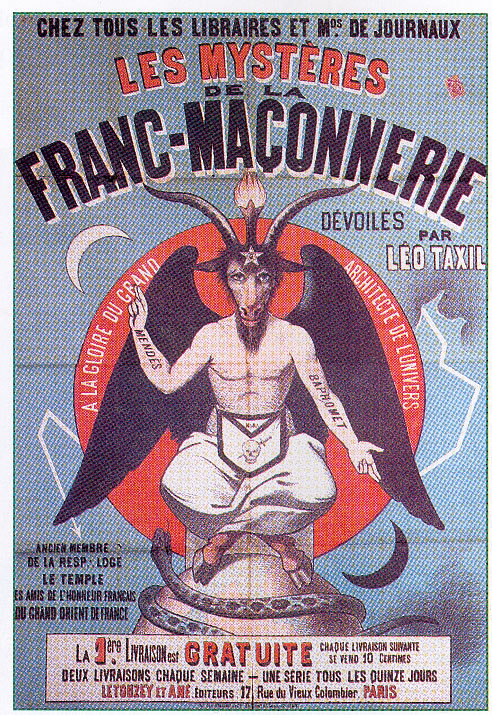
Capa de Les Mystères de la franc-maçonnerie

### Livros anticlericais
- À bas la calotte (1879)
- Les Soutanes grotesques (1879)
- La Chasse aux corbeaux (1879)
- Le Fils du jésuite (1879)
- Calotte et calotins (1880-1882), História ilustrada do clero e congregações.
- Les Borgia (1881)
- Les Pornographes sacrés : la confession et les confesseurs (1882)
- La Bible amusante (1882)
- Un Pape femelle (1882)
- L'Empoisonneur Léon XIII et les cinq millions du chanoine (1883)
- La Prostitution contemporaine (1883)
- Pie IX devant l'Histoire (1883)
- Les Amours de Pie IX (1884), livro publicado com o nome de A. Volpi, mas não reconhecido por Taxil.
- Les Maîtresses du Pape (1884)
- La Vie de Veuillot immaculé (1884)
- Os Mystérios da Igreja (1884)

### Livros antimaçônicos
- Les soeurs maçonnes
- Les Frères trois points
- L’Antéchrist ou l’origine de la franc-maçonnerie
- Le Chute du Grand Architecte
- les Assassinats maçonniques
- La Franc-maçonnerie dévoilée (1887)
- Les Mystères de la franc-maçonnerie (1886)
- Le Vatican et les francs-maçons (1886)
- Confession d'un ex-libre penseur (1887)
- Histoire anecdotique de la Troisième République (1887)
- La France maçonnique (1888)
- La Ménagerie républicaine (1889)
- la Corruption fin de siècle (1891)
- Le Diable au XIXè siècle (1895)